# Kasseteich
Der Kasseteich ist ein See zwischen Schönkirchen, Dobersdorf  und Probsteierhagen im schleswig-holsteinischen Kreis Plön. Der See liegt im Landschaftsschutzgebiet Dobersdorfer See, Passader See mit dem Oberlauf der Hagener Au, Kasseteiche und Umgebung. Die Kasseteiche  werden  durch  einen  gewerblichen  Fischer  genutzt.
Der Natursee ist etwa 0,593 km² groß und besteht aus mehreren mittleren und großen Seen, die bereits im Mittelalter angelegt wurden und die miteinander verbunden sind. Seine Uferlänge beträgt 11,232 Kilometer, die maximale Tiefe beträgt 2,5 Meter. Der Kasseteich besitzt als Himmelsteich keinen oberflächigen Zufluss und bezieht sein Wasser ausschließlich aus Niederschlägen und Grundwassereinsickerungen. Zum Abfischen kann der Wasserstand im Oktober in einigen Teilbereichen auf 30 Zentimeter abgesenkt werden. Der weiche Grund ist erdig-morastig.

## Der Name des Sees
Der Kasseteich hieß ursprünglich Karsee. Die Vorsilbe Kass- bzw. Kar- ist wendischen Ursprungs und geht auf das Wort karcz zurück, das Baumstümpfe oder Stubben bedeutet.

## Flora und Fauna
Die Landschaft um den See zeichnet sich durch eine sehr vielfältige, naturnahe Teichlandschaft mit unterschiedlichen Verlandungsbereichen und artenreichem Feuchtgrünland aus. Sie gilt als ein wichtiges Wasservogelbrut- und Rastgebiet. Auf dem Areal leben seltene Teichbodengesellschaften. Typische Lebensräume sind die extensiv bewirtschaftete Flachwasserteiche mit guter Wasserqualität, Röhrichte, Bruchwälder, artenreiches Feuchtgrünland sowie Moränenbuchenwälder. Im See leben Karpfen, Brassen, Schleie, Hecht und Aal sowie sonstiger Weissfisch. In den Uferzonen gibt es bedeutende Verlandungsbereiche und Gehölzbestände.